# Abdicación de Margarita II de Dinamarca
La abdicación de la reina Margarita II de Dinamarca fue un hecho acontecido el 14 de enero de 2024, coincidiendo con el 52.º aniversario de su ascenso al trono y dos años después que tuviera lugar su jubileo de oro. Su hijo mayor, el príncipe heredero Federico de Dinamarca, la sucedió como rey Federico X de Dinamarca.  Es la primera abdicación de un monarca danés desde la abdicación de Eric III en 1146.
El anuncio oficial de la abdicación de la reina Margarita II de Dinamarca ocurrió en la tarde del 31 de diciembre del 2023, cuando la soberana informó de su intención de renunciar al cargo durante su discurso de Nochevieja.
Desde el fallecimiento de la reina Isabel II del Reino Unido, Margarita II era la monarca viva con el reinado más largo de Europa y la única mujer reinante del mundo. En una entrevista a principios de ese año, Margarita dijo que Isabel II le había causado una «enorme impresión», diciendo «el hecho de que estuviera dedicando su vida. Entendí lo que eso significaba. Esto es para toda la vida. Ese es el objetivo de mi vida».

## Antecedentes
Permaneceré en el trono hasta que me caiga.
Margarita II de Dinamarca, 2012

La reina Margarita II nunca tuvo la intención de abdicar del trono. En una entrevista en 2012 con motivo de su Jubileo de Rubí, dijo: «En mi opinión, es parte de la posición que tienes cuando heredas una monarquía: es una tarea que te has transmitido y que mantienes durante tanto tiempo como vives, como lo hizo mi padre y mi abuelo antes que él».  La reina rechazó la posibilidad de abdicar en una entrevista en 2016 y dijo: «En este país no hemos adoptado esa forma de entregar el poder. Siempre ha sido: te quedas mientras vives. Eso es lo que hicieron mi padre y mis predecesores. Y mi forma de ver las cosas también». En otra entrevista en 2016, dijo que su hijo se convertiría en rey «cuando yo ya no esté aquí».

## Anuncio
He decidido que ahora es el momento adecuado. El 14 de enero de 2024, 52 años después de haber sucedido a mi amado padre, dejaré el cargo de reina de Dinamarca. Entregaré el trono a mi hijo, el príncipe heredero Federico.
Margarita II de Dinamarca, 2023

La reina Margarita II hizo el anuncio sorpresa de su abdicación en directo por televisión en su discurso de Nochevieja el 31 de diciembre de 2023. Dijo que el tiempo le había "pasado factura", que su número de "dolencias" había aumentado y que no podía asumir tantas tareas como lo hizo en el pasado. La reina citó su extensa cirugía de espalda en febrero de 2023 y dijo que la operación la hizo revaluar su posición y considerar "si ahora sería un momento apropiado para traspasar la responsabilidad a la próxima generación".
La reina agradeció al público la "abrumadora calidez y apoyo"; a los gobiernos cambiantes por su "gratificante colaboración"; y al Parlamento por "confiar siempre en mí". Expresó su esperanza de que los nuevos rey y reina reciban "la misma confianza y devoción que me han tocado a mí".
Se entiende que casi nadie conocía de antemano el plan de la reina, a excepción de la primera ministra Mette Frederiksen, el rey Carlos XVI Gustavo de Suecia y pocas personas más. Únicamente informaba a sus hijos de su decisión, tres días antes.

## Abdicación

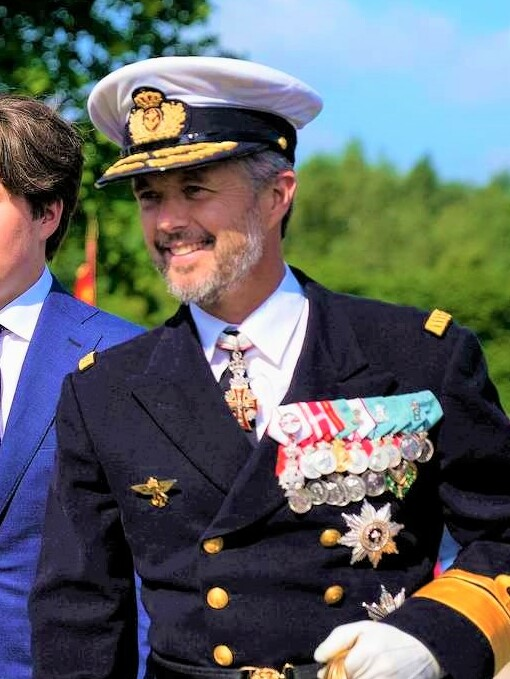
El entonces príncipe heredero quien, el domingo 14 de enero del 2024, fue proclamado como

Como no existe una tradición de abdicación en Dinamarca, lo hecho por la reina Margarita II es la primera vez en casi 900 años que un monarca danés renuncia voluntariamente al trono; el primero en hacerlo fue el rey Eric III Lamb en 1146. Sin embargo, la Ley de Sucesión supone que la abdicación puede tener lugar, ya que el artículo 6 de la ley estipula qué disposiciones específicas que se basan en la muerte del monarca también se aplican cuando el monarca abdica al trono.

### Ceremonia en el Palacio de Christianborg
La abdicación de Margarita II como reina de Dinamarca tuvo lugar el 14 de enero de 2024, en el 52.º aniversario de su ascenso al trono. 
A las 13:35 (hora local), el príncipe heredero Federico, la princesa heredera María y el príncipe Cristián abandonaron el Palacio de Federico VIII hacia el Palacio de Christiansborg. Minutos más tarde, la reina realizó el trayecto desde su residencia en el Palacio de Christian IX hasta el Palacio de Christiansborg en el carruaje de las Bodas de Oro.
A las 14 horas, la reina, el príncipe heredero Federico y el príncipe Cristián participaron en el Consejo de Estado, con la asistencia de los ministros de gobierno y el secretario del Consejo de Estado. Durante la reunión del Consejo de Estado, en el Palacio, la reina firmó su abdicación y después, el príncipe heredero Federico ascendió al trono danés como el rey Federico X. Luego, la reina Margarita cedió su asiento y se lo ofreció al nuevo rey. Al mismo tiempo, el nuevo heredero al trono, el príncipe heredero Christian, ocupó el asiento a la derecha del rey. Después de esto, la reina Margarita, visiblemente conmovida, dijo «Gud bevare kongen» (en español, Dios salve al rey) y abandonó la Cámara del Consejo. Después de la reunión, la exsoberana regresó en coche al palacio de Cristián IX. A las 14:30, los nuevos reyes ofrecieron una recepción para personas especialmente invitadas.
La primera ministra proclamó al nuevo rey en el Castillo de Christiansborg a las 15:00 (3 de la tarde-hora local de Dinamarca-). Según la costumbre estatal danesa, el Primer Ministro proclamó tres veces: «Su Majestad la Reina Margarita II ha abdicado. ¡Viva Su Majestad el Rey Federico X!». Esto fue seguido por los tradicionales nueve «hurras» de la multitud de abajo. y a continuación, el rey pronunció un discurso y presentó su lema real, «Forbundet, forpligtet, for Kongeriget Danmark» (Unidos, comprometidos, por el Reino de Dinamarca). después del discurso, su familia se le unió en el balcón, incluidos la nueva reina y el príncipe heredero.
Después de la proclamación, se dispararon salvas desde la batería Sixtus en Holmen, Copenhague. En Amalienborg, el estandarte real fue arriado en el Palacio de Christian IX e izado en el Palacio de Federico VIII para marcar el ascenso del rey. A continuación, el rey y la reina regresaron del Palacio de Christiansborg a su residencia en el Palacio de Federico VIII en el carruaje de las Bodas de Oro, escoltados por el escuadrón montado del Regimiento de Húsares de la Guardia.Tras llegar a Amalienborg, la Familia Real apareció en el balcón del Palacio de Federico VIII.
Por la tarde, a las 17.00 horas en Amalienborg, los colores reales fueron trasladados del Palacio de Cristián IX al Palacio de Federico VIII en Amalienborg para marcar el cambio de monarca.
En el Palacio Amarillo se instaló un libro de felicitaciones de 15 a 19 horas, para que el público pudiese enviar sus saludos al rey. También se abrió una lista de felicitaciones en el sitio web de la casa real danesa.
Para marcar el cambio de monarca, ondearon banderas en todos los edificios y barcos estatales de todo el Reino danés el 14 de enero del 2024.

### Eventos conmemorativos
El 15 de enero de 2024, el rey, la reina consorte y miembros de la familia real asistirán a la celebración del ascenso del rey en el Parlamento danés. Durante una reunión en la Cámara, el portavoz y la primera ministra pronunciarán discursos y, posteriormente, la primera ministra transmitirá el mensaje del rey al Parlamento. A continuación se celebrará una recepción en la antigua Cámara Landstinget.
Para conmemorar la abdicación, el Castillo de Frederiksborg albergó una exposición de retratos de la reina Margarita II, incluido el famoso retrato serigrafiado de Andy Warhol como parte de su serie Reigning Queens.La Sociedad Danesa de Radiodifusión y TV 2 se unieron para organizar un espectáculo homenaje a la reina Margarita titulado "Danmarks dronning – den største tak" (Reina de Dinamarca: el mayor agradecimiento), que se retransmitió en directo desde Kongens Nytorv el 12 de enero de 2024. La Radiodifusión Danesa también produjo el documental "Dronningen og statsministrene - i al fortrolighed" (La reina y los primeros ministros: con total confianza), que presenta entrevistas y material de archivo sobre la relación de la reina con sus nueve primeros ministros daneses.
El 21 de enero, la familia real participará en un servicio religioso de celebración en la catedral de Aarhus al que asistirán representantes de Dinamarca y la ciudad de Aarhus. El servicio estará dirigido por el capellán real ordinario y obispo de la diócesis de Aarhus Henrik Wigh-Poulsen.

### Cambios en los títulos reales

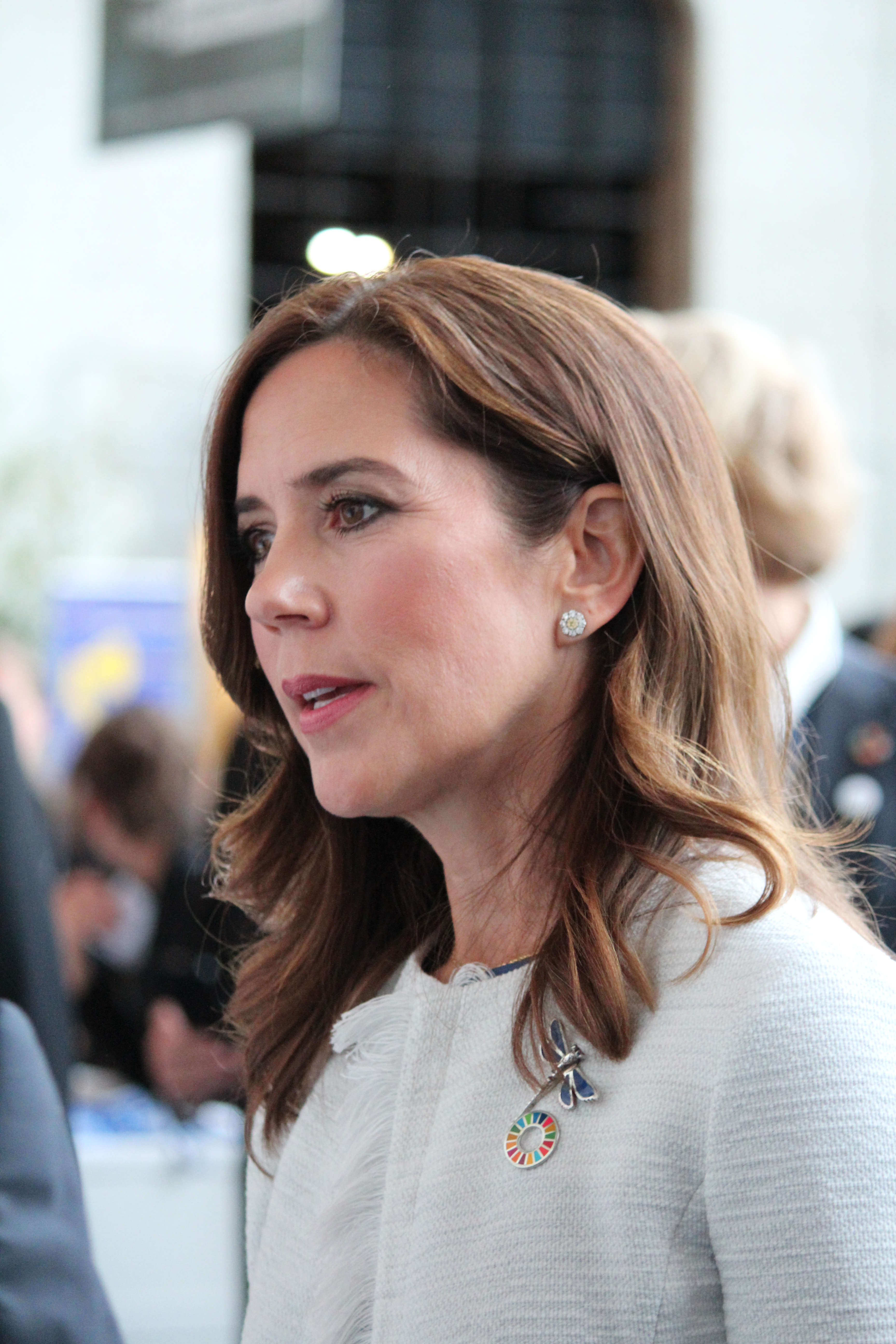
La princesa heredera María se convirtió en la primera reina consorte nacida en Australia.

Tras su ascenso, el príncipe heredero Federico ha pasado a ser «S. M. el rey», y la princesa heredera María «S. M. la reina». El príncipe Cristián, se convirtió en el heredero, queda referido como «S. A. R. el príncipe heredero Cristián»
La reina Margarita II sigue recibiendo el tratamiento de «Su Majestad» y se le conoce como «S. M. la reina Margarita». También es elegible para ser nombrada como regente interina en caso de incapacidad o ausencia del rey y del príncipe heredero Cristián. Como regente en funciones, Margarita, podría desempeñar las funciones de jefa de Estado en determinadas ocasiones, por ejemplo durante las estancias de Federico y Cristián en el extranjero.

### Cambios en la Casa Real
Debido al cambio de monarca se producirán una serie de ajustes en la gestión de la Casa Real.
Christian Schønau, jefe de la Casa del Príncipe Heredero y la Princesa Heredera, sucedió a Kim Kristensen como lord chambelán de la Casa Real de Dinamarca el 14 de enero de 2024. El mismo día, el secretario del Gabinete, Henning Fode, dimitió tras 16 años en el cargo. No se nombró un nuevo secretario del gabinete ya que las funciones requeridas serán desempeñadas por el lord chambelán en el nuevo reinado.
En la recién creada "Casa de Su Majestad la Reina Margarita", Kim Kristensen asumió el cargo de jefa de la Casa. Lasse Harkjær, maestro de ceremonias, dimitirá el 1 de marzo para ocupar el cargo de jefe de gabinete de la Casa de la reina Margarita. Anders Friis sucederá a Harkjær como maestro de ceremonias el 1 de marzo.

### Otros cambios
Todos los patrocinios reales y cargos honoríficos ocupados por la reina Margarita II, el príncipe heredero Federico y la princesa heredera María finalizarán con el cambio de monarca el 14 de enero de 2024. Posteriormente serán revisados y se tomará una decisión sobre qué patrocinios continuarán o redistribuirán.
Todas las órdenes reales terminarán con la abdicación, tal como las otorga el monarca reinante. Los titulares actuales de garantías reales podrán seguir utilizando el título de "Proveedor de la Casa Real de Dinamarca" hasta que finalice la orden o un año después de la abdicación (14 de enero de 2025). Más adelante se tomará una decisión sobre el futuro acuerdo con respecto a las órdenes reales.
Los títulos honoríficos como dama de honor, chambelán y maestro cazador no se verán afectados por el cambio de monarca, y lo mismo se aplica a las órdenes y medallas ya concedidas.

### Celebraciones en Australia
En Australia, los edificios públicos de Tasmania, incluido el puente de Tasmania, el ayuntamiento de Launceston y el centro de convenciones Paranaple de Devonport, se iluminaron con los colores de la bandera danesa el 14 de enero de 2024. El gobierno de Tasmania donó 10.000 dólares australianos a la Fundación Alannah y Madeline en honor. del patrocinio internacional de Queen Mary. Para conmemorar el ascenso de María a Reina, el Primer Ministro Anthony Albanese anunció la donación del gobierno federal de 10.000 dólares australianos a Wildcare Tasmania para apoyar la conservación del demonio de Tasmania.
El Gobierno de Tasmania también regalará al Rey y a la Reina una mesa auxiliar Huon Pine hecha a mano. La alcaldesa de Hobart, Anna Reynolds, marcó la ocasión plantando un árbol de goma azul; con el alcalde de Copenhague plantando un árbol recíproco en la capital danesa para honrar "el vínculo duradero entre las dos ciudades". El primer ministro de Tasmania, Jeremy Rockliff, dijo que "siempre hubo una invitación abierta" para que María y Federico visitaran Tasmania.
En Tasmania, las celebraciones se llevaron a cabo en Taroona Beach, mientras que se llevó a cabo una merienda inglesa en Shot Tower en Taroona. La Casa del Parlamento en Hobart ondeó la bandera danesa el 14 de enero. En Wollongong, al sur de Sídney, el Club Danés de Australia recibió a expatriados daneses y a sus familias en un pícnic para conmemorar la transición real. En Melbourne, la gente se reunió en el Club Danés de Denmark House para celebrar.

## Reacciones

### Nacionales

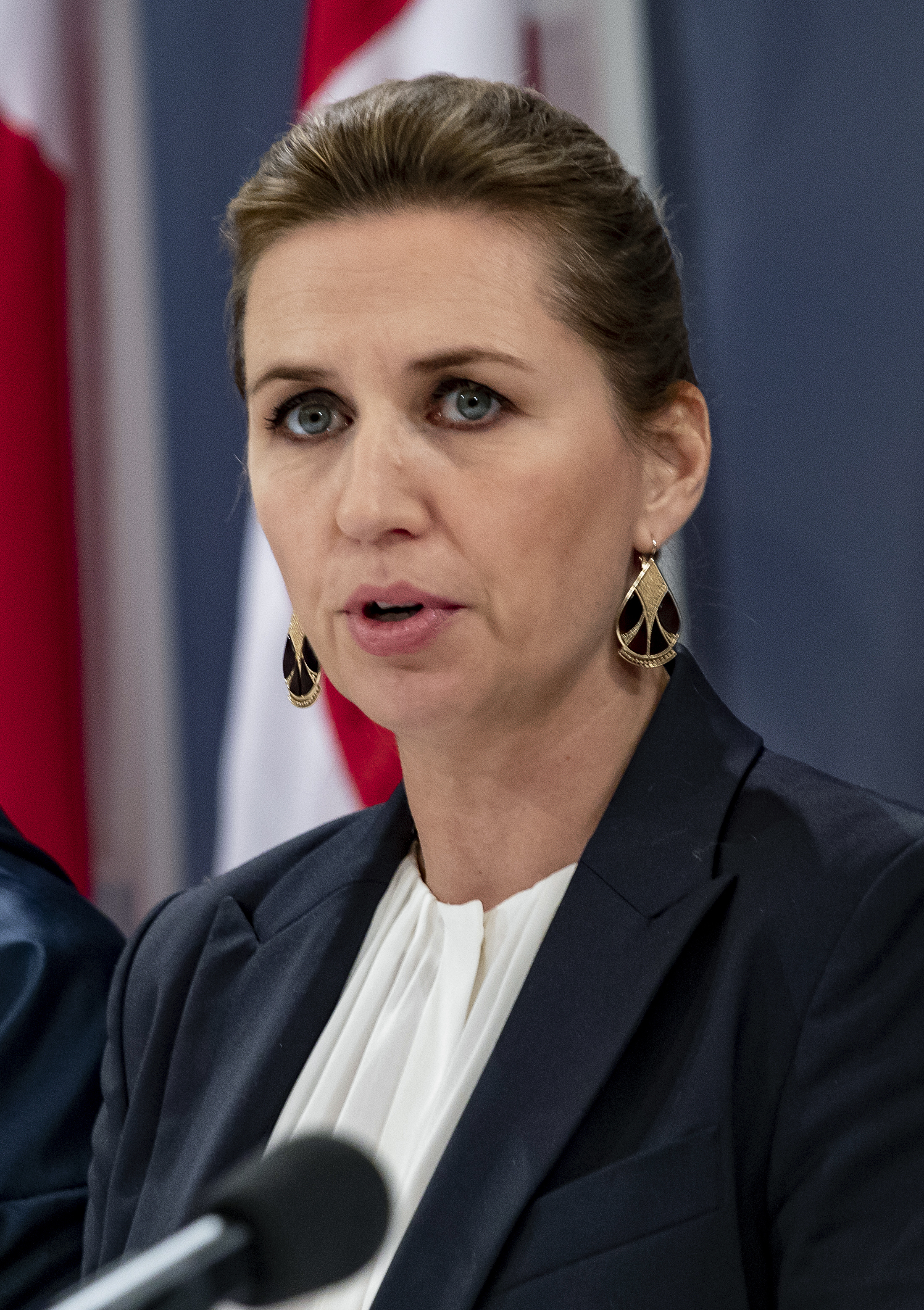
La primera ministra danesa Mette Frederiksen describió a Margarita II como la "epítome de Dinamarca"

La noticia de la abdicación de la reina Margarita fue descrita como una "sorpresa" y un "conmoción", ya que muchos daneses esperaban que ella siguiera siendo reina hasta su muerte.
Los periódicos daneses elogiaron a la reina por sus 52 años de servicio, y el periódico Weekendavisen describió su discurso como "personal y perfectamente equilibrado" sin "drama, sin patetismo innecesario... una abdicación que sólo puede tener lugar en Dinamarca".
La primera ministra, Mette Frederiksen, agradeció a la reina por "su dedicación de toda la vida y sus incansables esfuerzos por el Reino" y la describió como el "epítome de Dinamarca", en su discurso del 1 de enero del 2024 habló del shock y la incredulidad que sintieron los daneses en el momento en que la reina anunció su abdicación, y dijo que fue "como si el tiempo se hubiera detenido". Agradeció a la reina por sus años de servicio y dijo:

Durante generaciones, la reina ha sido nuestra marca de unión. Un punto de espera cuando todo lo demás estaba en movimiento. Parte de lo que venimos. Y quiénes somos. La reina ha sabido hablarnos como pueblo. Tanto para daneses nuevos como para viejos. Tanto para jóvenes como para mayores. Y a todo el reino: Dinamarca, las Islas Feroe y Groenlandia. A través de grandes cambios, la reina se ha aferrado al arte, la cultura, las virtudes, la sabiduría antigua. Y una perspectiva internacional. Para preservar la tradición. Nuestras tradiciones. Y, al mismo tiempo, ser un jefe de Estado moderno para un país moderno es un arte de equilibrio que exige tanto devoción como respeto. Es exactamente esa renovación que la Reina continúa con la decisión de dimitir y dejar espacio a una nueva generación. Ahora nos embarcamos en un nuevo capítulo para Dinamarca. Extrañaremos a la reina Margarita, a quien amamos tanto. Pero el hecho de que la Casa Real siga viva como institución se debe en gran medida al mérito de Margarita como persona.

El vice primer ministro Troels Lund Poulsen señaló que la decisión de la reina de abdicar muestra tanto su "sabiduría" como la "fuerza y durabilidad de la monarquía para Dinamarca", y afirmó que el nuevo rey "podrá conducir a la monarquía danesa de forma segura hacia una nueva era". , donde tradición y renovación podrán sucederse".
El presidente del Folketing, Søren Gade, agradeció a la reina por "ser una persona reflexiva y unificadora para todo el reino danés", y afirmó que "adaptando la casa real paso a paso", Margrethe "consiguió renovar la casa real como institución".
Otros políticos daneses, incluido el ministro de Asuntos Exteriores y ex primer ministro Lars Løkke Rasmussen, el líder de la Alianza Liberal Alex Vanopslagh, el líder del Partido Social Liberal Martin Lidegaard, el líder del Partido Popular Danés Morten Messerschmidt, el líder del Partido Popular Conservador Søren Pape Poulsen, la líder de la Izquierda Verde Pia Olsen Dyhr, la líder de la Nueva Derecha Pernille Vermund, la portavoz política de la Alianza Rojo-Verde Pelle Dragsted, la alcaldesa de Copenhague Sophie Hæstorp Andersen y el alcalde del municipio de Aarhus, Jacob Bundsgaard, también rindieron homenaje a la Reina.
Aksel V. Johannesen, primer ministro de las Islas Feroe, aclamó a Margarita como el "epítome de estabilidad y majestad" y agradeció a la reina por su "gran trabajo y fidelidad".
Múte Bourup Egede, primer ministro de Groenlandia, afirmó que la reina ha sido "querida y respetada por muchos groenlandeses", y agradeció a Margrethe "por sus 52 años de reinado, dedicación y compromiso con Groenlandia".

### Internacionales
Estados Unidos: El presidente Joe Biden agradeció a la reina Margarita por 

"su compromiso duradero para profundizar la asociación entre nuestras dos naciones" y dijo que su "reinado de 52 años abarcó diez presidentes estadounidenses, una era durante la cual el Reino de Dinamarca y los Estados Unidos se acercaron más como socios comerciales y de seguridad, mientras los lazos de amistad entre nuestros pueblos se hacían cada vez más fuertes"

- Reino Unido: El rey Carlos III del Reino Unido rindió homenaje a los muchos años de servicio de la reina Margarita II y recordó las frecuentes visitas reales entre los dos países, incluida su visita a Copenhague y Elsinor en el 2012.[65]
- Bélgica: El palacio real belga elogió a Margarita por anteponer los "intereses de la nación danesa y del pueblo danés" durante sus 52 años como reina.[66]
- Australia: el primer ministro Anthony Albanese dijo que estaba orgulloso de que "Mary Donaldson, nacida en Hobart, se haya convertido en la reina de Dinamarca" y dijo que "se ha comportado de una manera que creo que brinda un enorme apoyo y orgullo a todos los australianos".[52]
  -  Tasmania: El primer ministro de Tasmania, Jeremy Rockliff, dijo que los "cincuenta y dos años al mando de Margarita son una hazaña asombrosa" y que Tasmania "no podría estar más orgullosa de la princesa heredera María", que nació y creció en Hobart. Dijo que espera ver a "la reina nacida en Tasmania liderar el futuro de Dinamarca".[67][68]El vice primer ministro Michael Ferguson dijo que María "encarna lo que significa ser tasmano: humilde, trabajadora y que busca silenciosamente lo extraordinario".[49]
- China: El presidente Xi Jinping felicitó al rey Federico X por su ascenso al trono y envió saludos y bendiciones a la reina Margarita II.[69]
- Países Bajos: El rey Guillermo Alejandro de los Países Bajos, la reina Máxima de los Países Bajos y la princesa Beatriz de los Países Bajos, honraron a la reina Margarita por "su notable y incondicional compromiso con Dinamarca".[70]
- Noruega: En una carta al rey Federico X y a la reina María, el rey Harald V de Noruega dijo que "la estrecha amistad entre nuestras dos familias significa mucho para todos nosotros", y elogió a la reina Margarita por ser "una monarca presente, con una personalidad contagiosa". estado de ánimo y vastos conocimientos".[71]
- España: El rey Felipe VI de España felicitó al rey Federico X por el inicio de su reinado, "con el mayor cariño personal y los mejores deseos para el pueblo de Dinamarca".[72]
- Suecia: El rey Carlos XVI Gustavo de Suecia agradeció a su prima Margarita por ser "garante de la cercanía y el afecto que hoy prevalecen entre nuestros países y casas".[73]
- Finlandia:  El presidente Sauli Niinistö envió una carta de felicitación al rey Federico X y a la reina María.[74]
- Islandia: El presidente Guðni Th. Jóhannesson agradeció a la reina Margarita por "su exitoso servicio" durante más de medio siglo y por "todos sus esfuerzos para consolidar la amistad entre Islandia y Dinamarca a lo largo de los años". Dijo que Margrethe "siempre será bienvenida en Islandia" y que la gente de Islandia "siempre tendrá buenos recuerdos" de ella. El presidente envía también una carta de felicitación al rey Federico X.[75]
- Rumania: La custodia de la corona Margarita de Rumania y el príncipe Radu enviaron una carta de felicitación al rey Federico X y a la reina María.[76] Margareta también le escribió a la reina Margarita II.[77]
- Baréin: El rey Hamad bin Isa Al Khalifa deseó al rey Federico X "mucho éxito en la continuación de la marcha del progreso de Dinamarca, siguiendo los pasos de Su Majestad la Reina Margarita II, para lograr las aspiraciones del pueblo danés".[78]
- Camboya: El rey Norodom Sihamoni envió una carta al rey Federico X y le ofreció sus "más calurosas felicitaciones", expresando su "profundo agradecimiento por la importante contribución que el Reino de Dinamarca ha hecho al proceso de paz, democratización y desarrollo económico y social del Reino de Camboya".[79]
- Japón: el emperador Naruhito envió un telegrama transmitiendo sus felicitaciones y las de la emperatriz Masako al rey Federico X, y un telegrama expresando su gratitud a la reina Margarita II.[80]
- Kuwait: El emir Mishal Al-Ahmad Al-Jaber Al-Sabah felicitó al rey Federico X por su ascenso al trono y elogió "la relación entre Kuwait y Dinamarca como fuerte y ligada por la historia".[81]
- Malasia: Yang di-Pertuan Agong Abdullah y Raja Permaisuri Agong Tunku Azizah Aminah Maimunah Iskandariah felicitaron al rey Frederik X y expresaron su esperanza de que Malasia y Dinamarca continúen "disfrutando de relaciones cálidas y amistosas, basadas en el respeto mutuo, con el objetivo común de mejorar vínculos económicos y fomentar vínculos más estrechos entre las personas".[82]
- Marruecos: El rey Mohammed VI felicitó y deseó al rey Federico X y a la reina María "un éxito total en el servicio a su pueblo".[83]
- Omán: el sultán Haitham bin Tariq felicitó al rey Federico X por su ascenso al trono y le deseó "éxito en guiar al pueblo de Dinamarca hacia un mayor progreso y prosperidad".[84]
- Catar: El emir jeque Tamim bin Hamad Al Thani y el emir adjunto jeque Abdullah bin Hamad bin Khalifa Al Thani enviaron cables separados de felicitación al rey Federico X por su ascenso al trono del Reino de Dinamarca.[85][86]
- Arabia Saudita: El rey Salman y el príncipe heredero Mohammed bin Salman enviaron cables separados de felicitación al rey Federico X con motivo de su ascenso al trono.[87]
- Tailandia: el rey Maha Vajiralongkorn felicitó al rey Federico X por su ascenso y deseó "la paz y la prosperidad duraderas del Reino de Dinamarca y su pueblo".[88]
- Emiratos Árabes Unidos: El presidente, jeque Mohamed bin Zayed Al Nahyan, el vicepresidente y primer ministro, jeque Mohammed bin Rashid Al Maktoum, y el vicepresidente y vice primer ministro, jeque Mansour bin Zayed Al Nahyan, enviaron mensajes de felicitación al rey Federico X por su acceso a la trono.[89]
- Armenia: El presidente armenio, Vahagn Khachaturyan, felicitó al rey Federico X por su ascenso al trono y dijo que confiaba en que "bajo el reinado de Su Majestad, Dinamarca continuará con su progreso y prosperidad".[90]
- Irlanda: el presidente Michael D. Higgins felicitó al rey Federico X por su ascenso al trono y envió sus mejores deseos a la reina Margarita II.[91]
- Kazajistán - El presidente Kassym-Jomart Tokayev expresó su agradecimiento a la reina Margarita II por su "significativa contribución al desarrollo de la cooperación entre Kazajstán y Dinamarca" y envió un telegrama de felicitación al rey Federico X.[92]
- Turkmenistán: El presidente Serdar Berdimuhamedow expresó sus felicitaciones y mejores deseos al rey Federico X, diciendo que estaba seguro "de que el alto progreso socioeconómico de Dinamarca se logrará bajo su gobierno y nuestras relaciones bilaterales recibirán un nuevo impulso".[93]
- Vietnam: El presidente Vo Van Thuong y la vicepresidenta Vo Thi Anh Xuan enviaron mensajes de felicitación al rey Federico X por su ascenso al trono. Al ofrecer sus felicitaciones en la Embajada de Dinamarca en Hanói, el viceministro de Asuntos Exteriores, Ha Kim Ngoc, señaló su convicción de que Dinamarca prosperará aún más bajo el reinado del rey Federico X.[94]